# La Vieille-Lyre

La Vieille-Lyre este o comună în departamentul Eure, Franța. În 1 ianuarie 2022 avea o populație de 653 de locuitori.